# Halicometes cometes
Halicometes cometes är en svampdjursart som först beskrevs av Schmidt 1879.  Halicometes cometes ingår i släktet Halicometes och familjen Tethyidae.
Artens utbredningsområde är Mexikanska golfen. Inga underarter finns listade i Catalogue of Life.